# أمادو ديالو
أمادو ديالو (بالفرنسية: Amado Diallo)‏ هو لاعب كرة قدم سنغالي، ولد في 13 يونيو 1981. لعب مع نادي السويق ونادي الفتح الرياضي ونادي المولودية الوجدية ونادي شباب المسيرة ونادي هينان جيانيي.